# Giraldilla 2012
Das internationale Badminton-Turnier Giraldilla 2012 fand vom 22. bis zum 25. März 2012 in Pinar del Río statt. Es war bisher die einzige Ausgabe der seit 2000 jährlich ausgerichteten offenen kubanischen Meisterschaften, die nicht in der Hauptstadt Havanna ausgerichtet wurde.

## Sieger und Platzierte
| Disziplin    | Gold                             | Silber                                   | Bronze                                            |
| ------------ | -------------------------------- | ---------------------------------------- | ------------------------------------------------- |
| Herreneinzel | Osleni Guerrero                  | Charles Pyne                             | Ronald Toledo                                     |
| Herreneinzel | Osleni Guerrero                  | Charles Pyne                             | Gareth Henry                                      |
| Dameneinzel  | Cristina Aicardi                 | Claudia Rivero                           | Daniela Macías                                    |
| Dameneinzel  | Cristina Aicardi                 | Claudia Rivero                           | María Hernández                                   |
| Herrendoppel | Ernesto Reyes Ronald Toledo      | William Cabrera Freddy Lopez             | Lisbel Gómez Leodannis Martínez                   |
| Herrendoppel | Ernesto Reyes Ronald Toledo      | William Cabrera Freddy Lopez             | Michel Roberto Ferrer Cepero Gonzalo Vega Padilla |
| Damendoppel  | Daniela Macías Luz María Zornoza | Mislenis Chaviano María Hernández        | Camila García Daniela Zapata                      |
| Damendoppel  | Daniela Macías Luz María Zornoza | Mislenis Chaviano María Hernández        | Laura Fernández García Lissety Méndez Garrido     |
| Mixed        | Luis Camacho Johanny Quintero    | Leodannis Martínez Grettel Labrada Casas | Dianelis Merencio Huerta Lisbel Gómez             |
| Mixed        | Luis Camacho Johanny Quintero    | Leodannis Martínez Grettel Labrada Casas | Alejandro Balan Armas Tahimara Oropeza            |